# Käseglocke

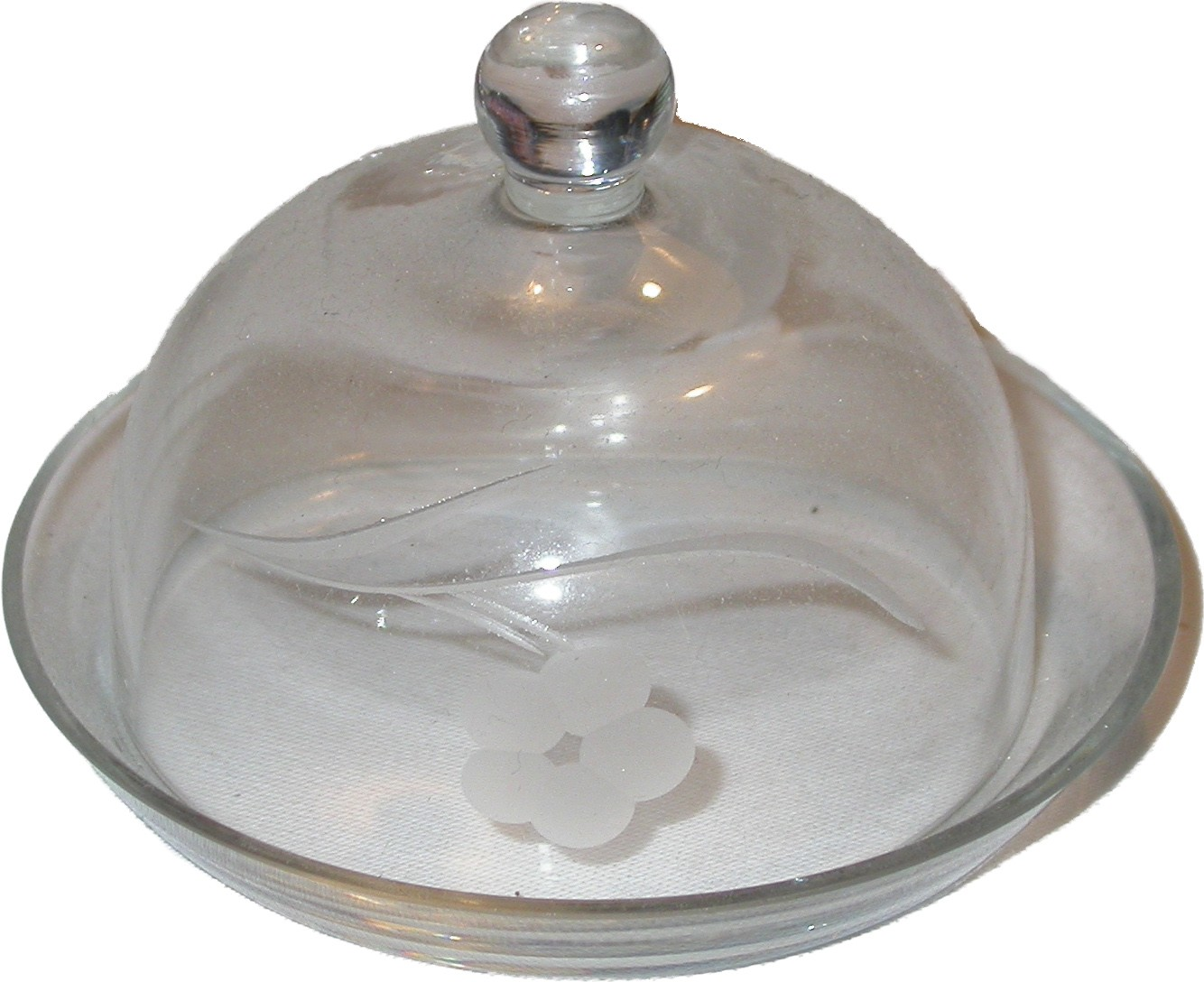
Leere Käseglocke

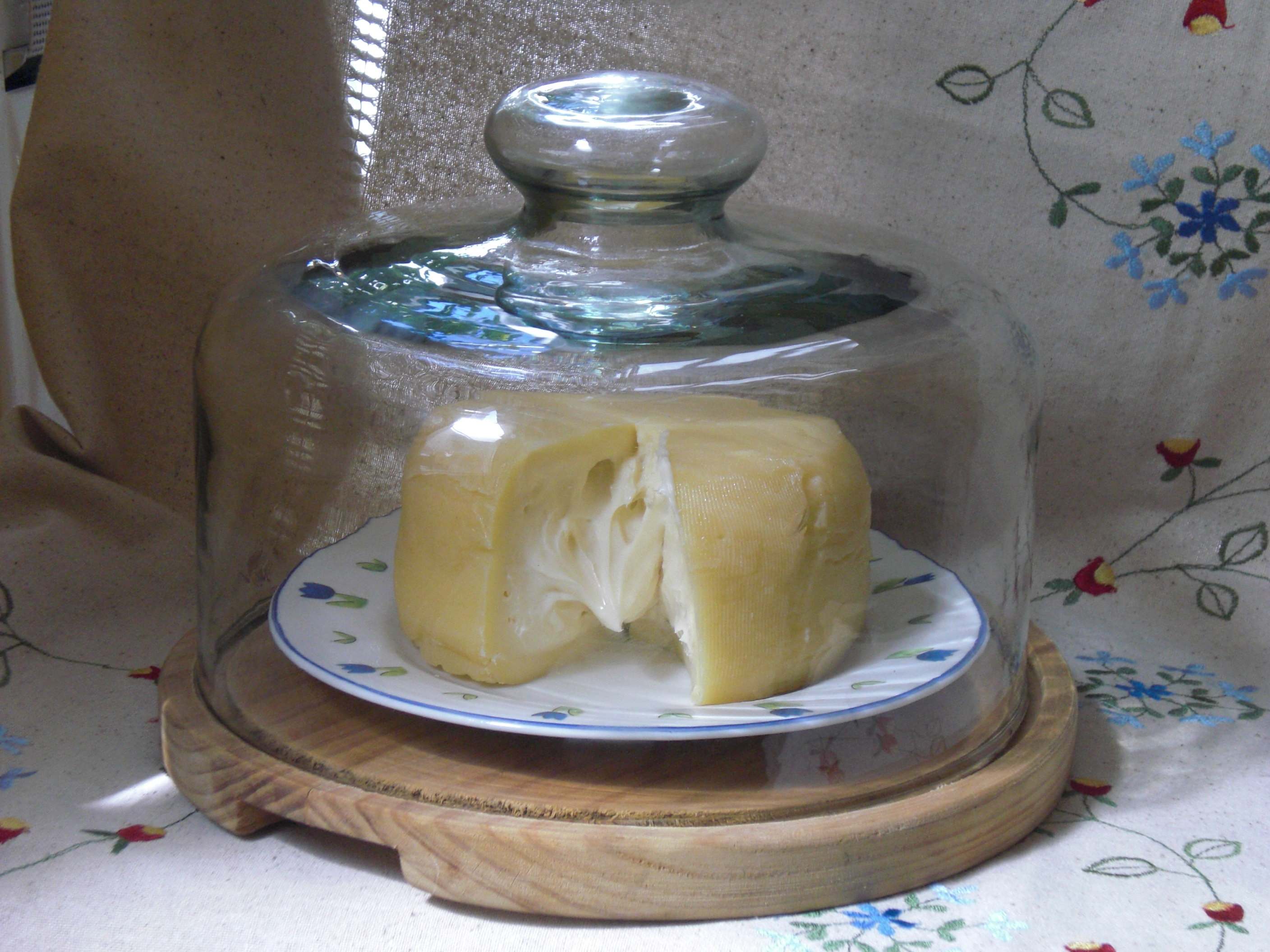
Käseglocke mit Teller in Gebrauch

Eine Käseglocke ist ein Küchengeschirr in Form eines Sturzes aus Glas oder anderem Material. Unter der Käseglocke werden Käse und andere Lebensmittel vor Ungeziefer und Gerüchen geschützt. Die Käseglocke wird überwiegend bei Lebensmitteln eingesetzt, die bei Zimmertemperatur gelagert werden oder diese bis zum Verzehr erreichen sollen.
Im übertragenen Sinne wird der Begriff in der Redewendung „unter der Käseglocke leben“ verwendet und beschreibt jemanden, der abgeschlossen von der Realität in seiner eigenen Welt lebt.